# أوليفر يونغ
أوليفر يونغ (بالألمانية: Oliver Jung)‏ هو رائد أعمال ألماني، ولد في 5 يوليو 1972 في هايدلبرغ في ألمانيا.